# 紙入れ
『紙入れ』（かみいれ）は、古典落語の演目。『紙入』とも表記される。上方落語では『紙入れ間男』（かみいれまおとこ）の演題で演じられる。もとは上方落語の演目であるが、落ち（サゲ）は東西で異なる。また初代三遊亭圓遊は『鼻毛』の題で演じていた。
出入り先の商店のおかみに惚れられた男が、誘いに乗って相手の店に行った際に財布（紙入れ）を忘れてしまい、再訪して商店の主から回収しようとすると、主はおかみと男の関係に全く気付かないという内容。いわゆる「艶笑落語（バレ噺）」の一つだが、武藤禎夫は「表現が婉曲なので、現在でもよく高座で口演される」と記している。
原話は安永3年（1774年）の江戸小咄本『豆談語』に収録されている「紙入」。原話の落ちを残しているのは江戸落語の方である。
1940年9月に当時の講談落語協会が警視庁に届ける形で口演自粛を決定した禁演落語53演目に含められた。

## あらすじ
貸本屋の新吉は出入り先の商家のおかみさんに惚れられ、旦那の留守中に家に来るよう書いた手紙をもらう。いつも面倒を見てくれる旦那に申し訳なく思いながらいやいや出かけていくと、酒を勧められた上、泊まっていけと誘惑される。
ところが旦那が急に帰ってきたので、慌てた新吉はおかみさんの計らいで裏口から逃げ出す。もうやめようと決意する新吉だったが紙入れを忘れてきた事に気づく。新吉はこの紙入れを旦那に見せたことがある上、中にはおかみさんからの手紙が入っている。
紙入れを旦那が見つけたら何もかもおしまいだと新吉は夜逃げを考えるが、まずは様子を探ろうと翌朝再び旦那の家を訪れる。しかし旦那の様子はいつもと変わらず、元気のない新吉を心配する。
新吉が、実はとある家のおかみさんに惚れられてしまって旦那のいない夜につい…と、紙入れを忘れて逃げてきたことまでを語ると、まさか自分の家のこととは思わない旦那はあれこれと新吉を気遣ってくれる。おかみさんも「浮気するような抜け目のない女だよ、そんな紙入れが落ちていれば、旦那が気づく前にしまっちゃうよ」と新吉を安堵させる。
旦那も笑いながら「たとえ紙入れに気づいたって、女房を取られるような馬鹿だ、そこまでは気がつかねえだろう」

## バリエーション
上方では「間の抜けた男」について、旦那が「大方、こんな顔しとるやろ」という落ちである。
武藤禎夫は「そんな男の面（つら）が見てえ」という落ちもあると記している。